# Phil Leeds
Phil Leeds (ur. 6 kwietnia 1916 w Nowym Jorku, zm. 16 sierpnia 1998 w Los Angeles) – amerykański aktor filmowy i telewizyjny pochodzenia żydowskiego.

## Filmografia
- Ally McBeal (1997–1999) – sędzia Dennis "Happy" Boyle
- Murphy Brown (1997–1998)
- Everybody Loves Raymond (1996–1998) – wujek Mel
- Veronica’s Closet (1998) – Vince
- A teraz Susan (Suddenly Susan) (1998) – Chen
- Karolina w mieście (Caroline in the City) (1997) – Walter
- Skrzydła (Wings) (1996) – Lou
- Roseanne (1988-1996) – Jeffrey
- Przyjaciele (Friends) (1996) – Mr. Adelman
- Ostry dyżur (ER) (1995) – mąż
- Zbyt wiele (Two Much) (1995) – Lincol Brigade
- Detektyw bez pamięci (Clean Slate) (1994) – Dziedzic
- Szaleję za tobą (Mad About You) (1992-1999)- Vacky
- Frankie i Johnny (Frankie and Johnny) (1991) – pan DeLeon
- Spisek w Boże Narodzenie (All I Want for Christmas) (1991) – pan Feld
- Jego zdaniem, jej zdaniem (He Said, She Said) (1991) – Mr. Spepk
- Uwierz w ducha (Ghost) (1990) – duch z izby przyjęć
- Wrogowie (Enemies: A Love Story) (1989) – Pesheles
- ALF (1986-1990) – Jack
- Frankenstein's Great Aunt Tillie (1984)
- Cagney i Lacey (Cagney & Lacey) (1982-1988) – Ray Hansen
- Historia Świata: Część I (History of the World: Part I) (1981) – Szef mnichów
- Featherstone’s Nest (1979) – Everett Buhl
- Alice (1976–1985) – Cabbie
- Starsky i Hutch (Starsky & Hutch) (1975-1979) – Guybo
- Kojak (1973–1978) – Farmaceuta
- Don't Drink the Water (1969) – Sam
- Dziecko Rosemary (Rosemary’s Baby) (1968) – Dr Shand
- The Dick Van Dyke Show (1961–1966) – Blackie Sorrell
- Car 54, Where Are You? (1961-1963) – Julius